# لنز کانن ئی‌اف-اس ۵۵–۲۵۰میلی‌متر
لنز کانن ئی‌اف-اس ۵۵–۲۵۰میلی‌متر (به انگلیسی: Canon EF-S 55–250mm lens) نام لنز دوربین عکاسی از نوع زوم است که توسط شرکت کانن تولید می‌شود. فاصلهٔ کانونی این لنز ۵۵ تا ۲۵۰ میلی‌متر، دیافراگم آن دارای ۷ تیغه و ضریب اف آن اف ۴ تا ۵٫۶ / اف ۲۲ تا ۳۲ است. 